# Welles-Pérennes
Welles-Pérennes és un municipi francès, situat al departament de l'Oise i a la regió dels Alts de França.